# Tote schlafen fest
Tote schlafen fest (Originaltitel: The Big Sleep) ist ein US-amerikanischer Film-noir-Kriminalfilm des Regisseurs Howard Hawks. Die Hauptrollen spielen Humphrey Bogart und Lauren Bacall, die damals frisch verheiratet waren. Der Film basiert auf Raymond Chandlers Roman The Big Sleep (deutscher Titel: Der große Schlaf, in der ersten deutschsprachigen Übersetzung des Jahres 1950 auch Der tiefe Schlaf). Premiere des Films war am 23. August 1946, Ende des Monats kam er in den Vereinigten Staaten in die Kinos.
Laut Steven Jay Schneider habe das Werk das Anrecht darauf, der „größte Kriminalfilm aller Zeiten“ genannt zu werden, auch wenn die Handlung sehr verwickelt sei. Der berühmte US-Filmkritiker Roger Ebert sagte über Tote schlafen fest, der Film handele vom Prozess einer Kriminalermittlung, nicht deren Resultaten.
1997 wurde der Film in das National Film Registry aufgenommen.

## Handlung
Philip Marlowe, ein Privatdetektiv in Los Angeles, wird von dem reichen General Sternwood engagiert, weil dieser wegen der Spielschulden seiner jüngeren Tochter Carmen erpresst wird. Zur Sprache kommt dabei auch, dass ein früherer Angestellter Sternwoods namens Sean Regan, mit dem Marlowe befreundet war, spurlos verschwunden ist. Marlowe macht sich an die Arbeit und entdeckt, dass Vivian, die ältere Tochter Sternwoods, mehr weiß, als sie zugibt. Ihre Schwester Carmen ist in kriminelle Machenschaften verwickelt, aber unzurechnungsfähig, da sie, wie sich bald herausstellt, drogensüchtig ist.
Seine Nachforschungen führen Marlowe in einen Dschungel kleiner und großer Verbrechen. Da er dabei auch die Auseinandersetzung mit dem mächtigen Gangsterboss Eddie Mars nicht scheut, schickt dieser ihm zwei Schläger auf den Hals. Ein klein gewachsener Mann, der die Sache beobachtet, hilft Marlowe erst, als die Schläger abgezogen sind. Es stellt sich heraus, dass er eine Bekannte hat, die etwas über den Verbleib von Sean Regan und von Eddie Mars’ angeblich mit diesem durchgebrannter Frau weiß. Wenig später wird er von Eddie Mars’ Killer Canino ermordet. Marlowe trifft sich daraufhin mit der Bekannten, die ihm tatsächlich Hinweise auf den Verbleib Regans und Eddie Mars’ Frau gibt.
Marlowe fährt zu dem Haus, in dem Sean Regan verschwunden sein soll. Dort wird er niedergeschlagen und gefesselt. Als er erwacht, erblickt er zusammen mit Eddie Mars’ Frau auch Vivian, die Tochter des Mannes, der ihn ursprünglich engagiert hat. Sie befreit ihn und hilft ihm, zu fliehen; bei dieser Flucht tötet Marlowe auch Mars’ rechte Hand Canino. Marlowe findet heraus, dass Carmen Regan aus Eifersucht umgebracht hat und Vivian damit von Eddie Mars erpresst wird. Am Ende des Films stellt Marlowe dem Gangsterboss mit Hilfe von Vivian eine Falle. Dabei erschießen die Gangster irrtümlich ihren Boss.

## Hintergrund
Die erste Drehbuchfassung von Leigh Brackett fand keine Verwendung. Hawks ließ von William Faulkner und Jules Furthman, mit denen er bereits bei dem erfolgreichen Projekt Haben und Nichthaben zusammengearbeitet hatte, ein neues Drehbuch verfassen. Nach einer vielzitierten Anekdote schickte Hawks Chandler während der Dreharbeiten ein Telegramm, um zu fragen, wer denn nun den Chauffeur Owen Taylor umgebracht habe. Chandler schickte kurz darauf die Antwort: „Keine Ahnung.“
Der Film wurde im Herbst 1944 gedreht. Die erste Schnittfassung des Films wurde 1945 nur vor amerikanischen Truppen im Ausland aufgeführt. Für den Kinostart am 23. August 1946 wurde eine neue Schnittfassung erstellt, die mehrere nachgedrehte Szenen vor allem mit Bogart und Bacall enthielt (beispielsweise ihr Gespräch im Restaurant) und stattdessen auf zur Erklärung der Krimihandlung notwendige Szenen (so das Gespräch zwischen Marlowe und dem von Thomas E. Jackson dargestellten District Attorney White) verzichtete. Ungenannter Drehbuchautor für die nachgedrehten Szenen war Philip G. Epstein.

## Synchronisation
Der Film wurde erst 1967 bei der Beta Technik Film in München nach dem Dialogbuch und unter der Dialogregie von Wolfgang Schick synchronisiert.
| Rolle                     | Darsteller         | Synchronsprecher    |
| ------------------------- | ------------------ | ------------------- |
| Philip Marlowe            | Humphrey Bogart    | Arnold Marquis      |
| Vivian Sternwood Rutledge | Lauren Bacall      | Christa Berndl      |
| Eddie Mars                | John Ridgely       | Günther Ungeheuer   |
| Carmen Sternwood          | Martha Vickers     | Margot Leonard      |
| Agnes Lowzier             | Sonia Darrin       | Rosemarie Fendel    |
| Buchhändlerin mit Brille  | Dorothy Malone     | Rose-Marie Kirstein |
| Inspector Bernie Ohls     | Regis Toomey       | Günther Sauer       |
| General Sternwood         | Charles Waldron    | Erik Jelde          |
| Lash Canino, Killer       | Bob Steele         | Kurt E. Ludwig      |
| Harry Jones               | Elisha Cook junior | Kurt Zips           |
| Joe Brody                 | Louis Jean Heydt   | Harald Juhnke       |
| Mrs. Mona Mars            | Peggy Knudsen      | Helga Trümper       |
| Carol Lundgren            | Tommy Rafferty     | Arne Elsholtz       |

## Kritiken
„Geradlinig und lakonisch erzählt, mit von William Faulkner glänzend adaptierten Dialogen, ist der Film weniger an logischer Stimmigkeit als an der ‚existenzialistischen‘ Lebenshaltung seines Helden interessiert. Humphrey Bogart zeigt in der Hauptrolle eine der besten Leistungen seiner Karriere.“

„Nach dem Roman ‚The Big Sleep‘ von Raymond Chandler inszenierte Howard Hawks einen Klassiker des film noir, der eine hoffnungslose Gesellschaft in einem düsteren Großstadtdschungel abbildet. Dabei achtete Hawks allerdings mehr auf die Wirkung der Bilder als auf die Logik der Handlung. Hawks gab sogar zu, dass auch er die Geschichte nicht ganz verstehe. Wem am Ende nicht klar ist, wer nun eigentlich Chauffeur Owen Taylor ermordete, der kann sich mit Marlowes Spruch trösten: ‚In dieser Stadt gibt es zu viel Waffen und zu wenig Hirn.‘“

„The Big Sleep ist sicher nicht der beste Film aus Hollywoods Schwarzer Serie: Die Atmosphäre und Ästhetik des Film noir werden ausgebeutet für eine Kommerzproduktion, die den Pessimismus und die zynische Weltsicht eher zitiert als sich zu eigen macht. Hawks ist ein Routinier, er bedient schematisch die Spannungsdramaturgie, tut dies jedoch so geschickt und unauffällig, daß der Zuschauer die Mängel des Drehbuchs vergißt.“

„Eines der besten Beispiele aus der Serie von amerikanischen Kriminalfilmen aus den 30er und 40er Jahren, die über die Spannung hinaus Unbehagen an der damaligen Gesellschaft zum Ausdruck bringen wollen. Das gute Arrangement von spannender Handlung, dichter Atmosphäre und distanzierenden Dialogen sowie die Verkörperung eines pessimistischen Detektivs durch Humphrey Bogart machen den Film zu einem nur für Erwachsene geeigneten Spitzenreiter seiner Gattung.“

## Auszeichnungen
- 1997: Aufnahme in das National Film Registry

## Neuverfilmung
Chandlers Roman wurde 1978 unter dem Titel The Big Sleep (deutscher Verleihtitel: Tote schlafen besser) mit Robert Mitchum in der Hauptrolle ein weiteres Mal verfilmt.